# Йоничи
Йоничи (укр. Йоничі) — село в Рава-Русской городской общине Львовского района Львовской области Украины.
Население по переписи 2001 года составляло 147 человек. Занимает площадь 2,38 км². Почтовый индекс — 80326. Телефонный код — 3252.